# Parla Şenol
Parla Şenol (Istanbul, 7 maggio 1956) è un'attrice e cantante turca.

## Biografia
Nata nel 1956 a Istanbul (Turchia) dal musicista e direttore d'orchestra Armağan Şenol, Parla è la nipote di Necdet Mahfi Ayral, cugina di Jeyan Mahfi Ayral e sorella del musicista Arda Şenol.
Ha iniziato la sua formazione presso la Namık Kemal Primary School e ha proseguito alla Italian Girls' Secondary School e al Site College. Successivamente si è laureata presso il dipartimento di psicologia dell'Università Boğaziçi. Ha preso lezioni di solfeggio per cinque anni e lezioni di pianoforte per un anno.
È stata scelta all'unanimità tra 260 bambini nella categoria dei bambini artisti in un concorso di artisti. Così, ha iniziato a fare cinema all'età di cinque anni e ha realizzato trentotto film. All'età di dodici anni ha lasciato il cinema per prendersi una pausa dal suo lavoro, ed ha pubblicato 45 dischi. Ha recitato in spettacoli teatrali e nel 1981 ha iniziato a fare la voce fuori campo. Ha lavorato come guida turistica per otto anni in tre lingue. L'artista, che in seguito è tornato alla sua vita artistica, ha iniziato a recitare in serie dal 2000. Alla fine del 2008 torna al teatro con la commedia Eros Pension, in cui recita con Yalçın Menteş, con cui si è sposata nel 1984.

## Vita privata
Nel 1984 si è sposata con Nazar Basmacigil, dal quale ha avuto un figlio, Aras, nato nel 1992.

## Filmografia

### Cinema
- Hancı, regia di Türker Inanoglu (1961)
- Çöpçatan, regia di Türker Inanoglu (1961)
- Benim Küçük Meleğim, regia di Nuri Akinci (1961)
- Beş Hikâye, regia di Nuri Akinci (1961)
- Ekmek Parası, regia di Ülkü Erakalin (1962)
- Barbut Süleyman, regia di Sami Ayanoglu (1962)
- Bahriyeli Ahmet, regia di Türker Inanoglu (1962)
- Bana Annemi Anlat, regia di Osman F. Seden (1963)
- Erkek Ali, regia di Atif Yilmaz (1963)
- Paylaşılamayan Sevgili, regia di Yücel Hekimoglu (1963)
- Avare Yavru ve Filinta kovboy, regia di Süreyya Duru (1964)
- Zehirli Kucak, regia di Abdurrahman Palay (1964)
- Babasız Yaşayamam, regia di Bilge Olgaç (1964)
- Katilin Kızı, regia di Zafer Davutoglu (1964)
- Babam Katil Değildi, regia di Zafer Davutoglu (1965)
- Aşkın Gözyaşları, regia di Zafer Davutoglu (1965)
- Kenar Mahalle, regia di Seyfi Havaeri (1965)
- Konuşan Gözler, regia di Hicri Akbasli (1966)
- Çalıkuşu, regia di Osman F. Seden (1966)
- Adım Çıkmış Sarhoşa, regia di Sirri Gültekin (1967)
- Akşam Güneş, regia di Osman F. Seden (1967)
- Serseri, regia di Nuri Ergün (1967)
- Serseriler Kralı, regia di Mehmet Dinler (1968)
- Akşamcı, regia di Zafer Davutoglu (1968)
- Çığlık (1973)
- Sahildeki Yabancı, regia di Oguz Gözen (1973)
- Haydi Gençlik Hop Hop Hop, regia di Nuri Ergün (1974)
- Taşralı Kız, regia di Ülkü Erakalin (1974)
- İntihar, regia di Ülkü Erakalin (1975)
- Hesap Günü, regia di Nejat Okçugil (1975)
- Silemezler Gönlümden, regia di Ülkü Erakalin (1975)
- Vatan Kucağında, regia di Mehmet Dinler (1976)
- Avrupa Macerası, regia di Ülkü Erakalin (1977)
- Yalan, regia di Ibrahim Tatlises (1981)
- Deniz Bekliyordu, regia di Sunar Kural Aytuna (1989)
- Çocuklar Sana Emanet, regia di Cagan Irmak (2018)

### Televisione
- Umut Dünyası – serie TV
- Merkezi Haber Merkezi – serie TV (2000)
- Mühürlü Güller – miniserie TV (2003)
- Ölümsüz Aşk – serie TV (2003)
- Seher Vakti – serie TV (2004)
- Aliye – serie TV (2004-2009)
- Belalı Baldız – serie TV (2005)
- Selena – serie TV (2006-2009)
- Adım Bayram Bayram – serie TV (2011)
- Pis Yedili – serie TV (2011)
- Umutsuz Ev Kadınları – serie TV (2013)
- Squadra Omicidi Istanbul (Mordkommission Istanbul) – serie TV (2015)
- Acı Aşk – serie TV (2015)
- Gülümse Yeter – serie TV (2016)
- Elif – serie TV (2017-2019)
- Kadın – serie TV (2019)
- Hercai - Amore e vendetta (Hercai) – serie TV (2019)
- Tövbeler Olsun – serie TV (2020)
- Ögretmen – serie TV (2021)
- Love Is in the Air (Sen Çal Kapımı) – serie TV, 2 episodi (2021)

## Teatro
- İzmir’in Kızları
- Aç Koynunu Ben Geldim
- Çatal Matal Kaç Çatal
- Hababam Sınıfı (Musical)
- Eros Pansiyon (2008)
- Bekarlığa Veda (2015)
- Dün, Bugün, Yarın (2016)
- Abdi'nin Dümenleri
- Direklerarası
- Baba ve Piç

## Programmi televisivi
- Müzik Rüzgarı (TRT 1, 1991)
- Satır Arası (TRT 2)

## Spot pubblicitari
- Giz Express Çikolatası (2001)

## Altre attività
- Boyacı –  Çamaşırcı Kız (Moda-1969)
- Üvey Baba / Boyacı (Moda-1969)
- Zum Zum (Bir Çift Tatlı Söz) – Postacı (Moda-1971)
- Aşk Mavidir (Love İs Blue) - Ben Çocuk Değilim (Moda-1971)
- Biri Ben Biri Sen – Dam Üstünde Saksağan (Melodi-1974)
- Babidi Bibidi Bu – İnanmam (Melodi-1975)
- İsmail – Şu Başıma Gelenler (Ezgi-1976)
- Selam Çocuklar – Türkiyem Uğruna Kurban Olayım (Ömer-1984)